# Вотинов, Михаил Семёнович
Михаил Семёнович Вотинов (9 января 1906, Оханский уезд, Пермская губерния — 12 марта 1977, Новоильинский) — бригадир формировщиков плотов Ново-Ильинского сплавного рейда, Нытвенский район Пермской области. Герой Социалистического Труда.

## Биография
Михаил родился 9 января 1906 года в деревне Ванчины Оханского уезда Пермской губернии (ныне — Нытвенского района Пермского края) в семье крестьянина. По национальности — Русский.
После окончания 3-х классов сельской школы, он трудился в сельском хозяйстве до призыва в Красную Армию. После прохождения военной службы с 1928 года по октябрь 1932 года Михаил вернулся к себе на родину в Нытвенский район. В 1933 году поступил работать на Ново-Ильинский сплавный рейд формовщиком плотов-караванов. Старание и ответственное отношение к тяжёлой работе выделяли Михаила Семёновича, вскоре он возглавил бригаду формовщиков плотов.
С началом Великой Отечественной войны в августе 1941 года он повторно был призван в армию по мобилизации. Боевое крещение получил на Волховском фронте в марте 1942 года. Дальнейший боевой путь прошёл орудийным номером 2-й батареи 114-го гвардейского миномётного дивизиона («катюш») 84-го гвардейского миномётного полка, участвовал в оборонительных боях под Сталинградом и уничтожении окружённой вражеской группировки, за которые был награждён. В июле 1943 года вступил в ВКП(б)/КПСС.
В дальнейшем участвовал в Курской битве, освобождении территории Белоруссии и ряда европейских стран. За образцовое выполнение боевых заданий командования гвардии рядовой Вотинов был также награждён.
После демобилизации в ноябре 1945 года вернулся на родину и продолжил работать бригадиром формировщиков плотов Ново-Ильинского сплавного рейда. Его бригада постоянно занимала призовые места в социалистическом соревновании и входила в число передовых среди около 30 единиц флота, являлась «школой перевоспитания» и «путёвкой в жизнь» для многих сплавщиков, оступившихся в самом начале трудового пути.
За выдающиеся успехи, достигнутые в деле развития лесной промышленности было присвоено звание, ордена и медали.
В 1961 году вышел на заслуженный отдых. С 1968 году — персональный пенсионер союзного значения.
Проживал в посёлке Новоильинском. Скончался 12 марта 1977 года в возрасте 71 года. Похоронен на Нытвенском городском кладбище.